# Elymnias photinus
Elymnias photinus är en fjärilsart som beskrevs av Hans Fruhstorfer 1907. Elymnias photinus ingår i släktet Elymnias och familjen praktfjärilar. Inga underarter finns listade i Catalogue of Life.